# Fortunat (film)
Pour les articles homonymes, voir Fortunat.
Pour plus de détails, voir Fiche technique et Distribution.
Fortunat est un film franco-italien en noir et blanc réalisé par Alex Joffé, sorti en 1960.

## Synopsis
En  mai 1942, pendant la Seconde Guerre mondiale,  dans la  France occupée, le destin réunit le braconnier Noël Fortunat, brave bougre quelque peu porté sur la boisson, et Juliette Valécourt, une femme élégante accompagnée de ses deux enfants : Pierre et Maurice. Mlle Massillon, une institutrice secourable, tente d'aider Juliette qui est recherchée par les Nazis depuis que son mari, un chef de la Résistance, a été arrêté. 
Juliette et ses enfants doivent gagner la zone libre pour se réfugier à Toulouse. Pour cela, il leur faut franchir la ligne de démarcation. C'est Fortunat qui est chargé de conduire en lieu sûr les deux enfants et leur mère. Pour la circonstance, Fortunat se fait passer pour le mari de Juliette. Alors qu'il devait retourner au village après avoir installé Juliette et ses enfants à Toulouse, Fortunat, qui s'est attaché à ses protégés, reste avec eux et subvient à tous les besoins de la famille. Au fil des mois, Fortunat et Juliette tissent des liens de plus en plus étroits. Au moment de la Libération, Juliette retrouve son mari. Fortunat repart alors vers son destin d'homme solitaire.

## Fiche technique
- Titre : Fortunat
- Réalisation : Alex Joffé
- Scénario : Alex Joffé et Pierre Lévy-Corti d'après le roman de Michel Breitman
- Adaptation et dialogues : Pierre Conti et Alex Joffé
- Assistants réalisateur : Sam Itzkovith et Jean Vigne
- Photographie : Pierre Petit, assisté de Paul Rodier, Pierre Lhomme
- Montage : Éric Pluet, assisté de Hadassa Misrahi
- Musique originale : Denis Kieffer
- Décors : Henri Schmitt
- Son : Pierre Calvet
- Régisseur : Antoine Sune
- Ensemblier : Robert Christidès
- Script-girl : Lucille Casta
- Directeur de production : Jacques Planté et participation de Robert Dorfmann
- Sociétés de production : Cinétel, Produzioni Cinematografiche Mediterranee et Silver Films
- Pays de production :  France
- Sociétés de distribution : Cinédis
- Tournage entre juin et août 1960 aux studios de Saint-Maurice, et pour les extérieurs : Toulouse, Saint-Maur (quartier de St Nicolas) et Ébreuil (Allier)
- Format : Noir et blanc — 35 mm — 1,66:1 — Son : Mono
- Genre : Comédie dramatique, guerre
- Durée : 121 minutes (2 h 1)
- Visa d'exploitation : 23697
- Date de sortie : 
  - France : 16 novembre 1960 aux cinémas « Ambassade » et « Richelieu » à Paris.
- Affiche : Vanni Tealdi (France)

## Distribution
- Bourvil : Noël Fortunat
- Michèle Morgan : Juliette Valécourt
- Frédéric Mitterrand[1] : Maurice Valécourt
- Patrick Millow : Pierre Valécourt
- Rosy Varte : Rosette Falk
- Teddy Bilis : Sam Falk
- Albertine Sarov : Myriam Falk
- Gaby Morlay : Mlle Emilienne Massillon
- Alan Scott : Tom
- Jean-Marie Amato :  Tonio
- Pierre Doris : M. Dubroc
- Nicole Chollet : Mme Dubroc
- André Cellier : ami de Mlle Massillon
- Maurice Garrel : inspecteur de la milice
- Jacques Harden : passeur de Tom
- Bibi Morat : Boudouche
- Pierre Mirat : milicien
- Claire Duhamel : secrétaire de mairie
- Denise Carvenne
- Mag-Avril
- François Valorbe : le chef de la Gestapo qui arrête les « Falk »
- Jacques Jeannet
- Pierre Parel.
- Marcel Daxely : facteur
- Marcel Gassouk : milicien
- Francis Lax : évadé du pont
- Roger Rudel : policier en civil
- Jean Martin : faux croque-mort
- Guy Delorme : un Allemand

## Autour du film
- Ce film a été un succès commercial : il a attiré 3 338 322 spectateurs dans les salles françaises à sa sortie[réf. nécessaire].
- Bourvil et Michèle Morgan avaient déjà joué ensemble dans Le Miroir à deux faces d'André Cayatte, deux ans plus tôt.
- Certaines séquences (la vue du générique, la scène de la pêche avec Noël et le petit Pierre) ont été tournées dans le site du château de Rochefort, à Saint-Bonnet-de-Rochefort, dans la région de Vichy. On y voit le château et le pont de bois du moulin des Oies [2].